# Fuerte Abraham Lincoln
El fuerte Abraham Lincoln forma parte del Parque Estatal del mismo nombre ubicado en Dakota del Norte, Estados Unidos. En su época de apogeo fue el emplazamiento militar más importante en el norte de las Grandes Llanuras.

## Historia
En el año 1872 surgió la ciudad de Bismarck en el Territorio de Dakota, gracias a la expansión del ferrocarril que atravesaba el río Misuri. En el lugar fue erigido el fuerte McKeen, el cual fue renombrado «Abraham Lincoln» en noviembre de ese año. Por decisión gubernamental al sitio fueron destacados elementos de caballería, y por esto las instalaciones fueron desplazadas ocho kilómetros al sur. Precisamente, en el otoño de 1873, albergó la compañía del 7.º Regimiento de Caballería al mando de George Armstrong Custer que tenía como misión apoyar la expansión del Northern Pacific Railroad, una línea de ferrocarril que atravesaría la zona rumbo al oeste del país; además respaldó la expedición de reconocimiento de Yellowstone ese mismo año. En 1874 el emplazamiento se convirtió en el más importante destacamento militar de la zona. Albergaba en ese tiempo unos 650 elementos de caballería e infantería, y las instalaciones eran conformadas por 78 edificios. De este sitio partió, el 25 de junio de 1876, la campaña al mando de Custer que pretendía obligar a los amerindios del área a regresar a las reservas asignadas, la cual acabó en la batalla de Little Big Horn. 
En los siguientes años la caballería sería desmovilizada (1883), las líneas de tren terminadas y la mayoría de nativos confinados en reservas, lo que llevó a disminuir la importancia del fuerte. Fue abandonado en 1891 por órdenes del Congreso de la nación. En 1907 el presidente Theodore Roosevelt cedió las instalaciones al estado de Dakota del Norte.

## Parque Estatal
En la actualidad el fuerte es parte de una serie de atractivos que incluyen la reconstrucción de una villa Mandan. En el emplazamiento se ha preservado la Mansión de los Custer, barracas, almacenes, granero y establos, además de otros atractivos.